# Station Öjervik
Station Öjervik is een spoorwegstation aan de Frykdalsbanan in de Zweedse plaats Öjervik.

## Treinverbindingen
| Serie | Treinsoort       | Route                                              | Bijzonderheden                                                                    |
| ----- | ---------------- | -------------------------------------------------- | --------------------------------------------------------------------------------- |
| 74    | Stoptrein (VTAB) | Karlstad – Kil – Öjervik – Sunne – Lysvik – Torsby | Enkele treinen tot Sunne. Stopt beperkt op de haltes Trångstad, Kolsnäs en Oleby. |